# MNK Hrvatski Dragovoljac Dugopolje
Malonogometni klub "Hrvatski Dragovoljac"  (MNK "Hrvatski Dragovoljac"; "Hrvatski Dragovoljac"; Hrvatski dragovoljac; Hrvatski Dragovoljac Dugopolje) je futsal (malonogometni) klub iz Dugopolja, Splitsko-dalmatinska županija, Republika Hrvatska. 
 
Klub se u sezoni 2024./25. natjecao u 2. HMNL – Jug, ligi trećeg stupnja hrvatskog futsal prvenstva.

## Vanjske poveznice
- MNK Hrvatski Dragovoljac, Facebook stranica
- Mnk Hrvatski Dragovoljac, Instagram stranica

- (engl.) sofascore.com, MNK Hrvatski Dragovoljac
- sportilus.hr, MALONOGOMETNI KLUB UHBDDR
- crofutsal.com, Hrvatski dragovoljac